# 23. Königlich Bayerische Infanterie-Brigade
Die 23. Königlich Bayerische Infanterie-Brigade war ein Großverband der Bayerischen Armee.
Die Brigade wurde am 15. Februar 1917 als Kriegsformation aufgestellt. Sie war der 15. Königlich Bayerischen Division unterstellt, deren Aufstellung am 7. März 1917 abgeschlossen wurde.
Der Brigade unterstanden folgende Verbände:
- 30. Königlich Bayerisches Infanterie-Regiment
- 31. Königlich Bayerisches Infanterie-Regiment
- 32. Königlich Bayerisches Infanterie-Regiment

Am 8. Februar 1917 wurde Generalmajor Otto Ritter von Hübner (9. Februar 1862 bis 22. Juni 1935) mit der Führung der Brigade beauftragt. Er führte sie bis zum Ende des Ersten Weltkrieges.